# Volta a l'Algarve 2023
La Volta a l'Algarve 2023 fou la 49a edició de la Volta a l'Algarve. La cursa es disputà entre el 15 i el 19 de febrer de 2023, amb un recorregut de 791,9 km repartits entre un cinc etapes. La cursa formà part de l'UCI ProSeries 2023, en la categoria 2.Pro.
El vencedor final fou el colombià Daniel Martínez (Ineos Grenadiers), que s'imposà per tan sols dos segons al seu company d'equip Filippo Ganna. Ilan Van Wilder (Soudal Quick-Step) completà el podi.

## Equips
L'organització convidà a 25 equips a prendre part en aquesta cursa.
| WorldTeams (12)- Alpecin-Deceuninck - Arkéa-Samsic - Bora-Hansgrohe - EF Education-EasyPost - Groupama-FDJ - Ineos Grenadiers - Intermarché-Circus-Wanty - Jumbo-Visma - Soudal Quick-Step - Team DSM - Trek-Segafredo - UAE Team Emirates ProTeams (4)- Caja Rural-Seguros RGA - Human Powered Health - Tudor Pro Cycling Team - Uno-X Pro Cycling Team Equips continentals (9)- ABTF Betão-Feirense - AP Hotels & Resorts-Tavira-SC Farense - Aviludo-Louletano-Loulé Concelho - Credibom-La Alumínios-Marcos Car - Efapel Cycling - Glassdrive-Q8-Anicolor - Kelly-Simoldes-UDO - Rádio Popular-Paredes-Boavista - Tavfer-Ovos Matinados-Mortágua |
| |

## Etapes
| Etapa    | Data      | Ciutats d'etapa            | type                      | Distància (km) | Desnivell (m) | Vencedor de l'etapa | Líder de la general    |
| -------- | --------- | -------------------------- | ------------------------- | -------------- | ------------- | ------------------- | ---------------------- |
| 1a etapa | 15 de feb | Portimão – Lagos           | etapa plana               | 200,2          | 2.301 m       | Alexander Kristoff  | Alexander Kristoff     |
| 2a etapa | 16 de feb | Sagres – Fóia              | etapa de muntanya         | 186,3          | 3.411 m       | Magnus Cort Nielsen | Magnus Cort Nielsen    |
| 3a etapa | 17 de feb | Faro – Tavira              | etapa plana               | 203,1          | 2.369 m       | Magnus Cort Nielsen | Magnus Cort Nielsen    |
| 4a etapa | 18 de feb | Albufeira – Alto do Malhão | etapa accidentada         | 177,9          | 3.203 m       | Thomas Pidcock      | Thomas Pidcock         |
| 5a etapa | 19 de feb | Lagoa – Lagoa              | contrarellotge individual | 24,4           | 308 m         | Stefan Küng         | Daniel Martínez Poveda |

### Etapa 1
| \| Classificació de l'etapa \| Classificació de l'etapa \| Classificació de l'etapa \| Classificació de l'etapa \| Classificació de l'etapa \| \| Corredor \| Corredor \| Equip \| Temps \| \| \| ------------------------ \| ------------------------ \| ------------------------ \| ------------------------ \| ------------------------ \| \| 1r \| Alexander Kristoff \| Uno-X Pro Cycling Team \| 4h 49' 25" \| \| \| 2n \| Jordi Meeus \| Bora-Hansgrohe \| + 0" \| \| \| 3r \| Søren Wærenskjold \| Uno-X Pro Cycling Team \| + 0" \| \| \| 4t \| Fabio Jakobsen \| Soudal Quick-Step \| + 0" \| \| \| 5è \| Pavel Bittner \| Team DSM \| + 0" \| \| \| 6è \| Paul Penhoët \| Groupama-FDJ \| + 0" \| \| \| 7è \| Natnael Tesfatsion \| Trek-Segafredo \| + 0" \| \| \| 8è \| Timo Kielich \| Alpecin-Deceuninck \| + 0" \| \| \| 9è \| Edward Theuns \| Trek-Segafredo \| + 0" \| \| \| 10è \| Tim Van Dijke \| Jumbo-Visma \| + 0" \| \| |                    |                        |            |
| |                    |                        |            |
| Font: ProCyclingStats |                    |                        |            |
| Classificació de l'etapa |                    |                        |            |
| Corredor | Corredor           | Equip                  | Temps      |
| 1r | Alexander Kristoff | Uno-X Pro Cycling Team | 4h 49' 25" |
| 2n | Jordi Meeus        | Bora-Hansgrohe         | + 0"       |
| 3r | Søren Wærenskjold  | Uno-X Pro Cycling Team | + 0"       |
| 4t | Fabio Jakobsen     | Soudal Quick-Step      | + 0"       |
| 5è | Pavel Bittner      | Team DSM               | + 0"       |
| 6è | Paul Penhoët       | Groupama-FDJ           | + 0"       |
| 7è | Natnael Tesfatsion | Trek-Segafredo         | + 0"       |
| 8è | Timo Kielich       | Alpecin-Deceuninck     | + 0"       |
| 9è | Edward Theuns      | Trek-Segafredo         | + 0"       |
| 10è | Tim Van Dijke      | Jumbo-Visma            | + 0"       |

| \| Classificació general \| Classificació general \| Classificació general \| Classificació general \| Classificació general \| \| Corredor \| Corredor \| Equip \| Temps \| \| \| --------------------- \| --------------------- \| ---------------------- \| --------------------- \| --------------------- \| \| 1r \| Alexander Kristoff \| Uno-X Pro Cycling Team \| 4h 49' 15" \| \| \| 2n \| Jordi Meeus \| Bora-Hansgrohe \| + 4" \| \| \| 3r \| Søren Wærenskjold \| Uno-X Pro Cycling Team \| + 6" \| \| \| 4t \| Fabio Jakobsen \| Soudal Quick-Step \| + 10" \| \| \| 5è \| Pavel Bittner \| Team DSM \| + 10" \| \| \| 6è \| Paul Penhoët \| Groupama-FDJ \| + 10" \| \| \| 7è \| Natnael Tesfatsion \| Trek-Segafredo \| + 10" \| \| \| 8è \| Timo Kielich \| Alpecin-Deceuninck \| + 10" \| \| \| 9è \| Edward Theuns \| Trek-Segafredo \| + 10" \| \| \| 10è \| Tim Van Dijke \| Jumbo-Visma \| + 10" \| \| |                    |                        |            |
| |                    |                        |            |
| Font: ProCyclingStats |                    |                        |            |
| Classificació general |                    |                        |            |
| Corredor | Corredor           | Equip                  | Temps      |
| 1r | Alexander Kristoff | Uno-X Pro Cycling Team | 4h 49' 15" |
| 2n | Jordi Meeus        | Bora-Hansgrohe         | + 4"       |
| 3r | Søren Wærenskjold  | Uno-X Pro Cycling Team | + 6"       |
| 4t | Fabio Jakobsen     | Soudal Quick-Step      | + 10"      |
| 5è | Pavel Bittner      | Team DSM               | + 10"      |
| 6è | Paul Penhoët       | Groupama-FDJ           | + 10"      |
| 7è | Natnael Tesfatsion | Trek-Segafredo         | + 10"      |
| 8è | Timo Kielich       | Alpecin-Deceuninck     | + 10"      |
| 9è | Edward Theuns      | Trek-Segafredo         | + 10"      |
| 10è | Tim Van Dijke      | Jumbo-Visma            | + 10"      |

### Etapa 2
| \| Classificació de l'etapa \| Classificació de l'etapa \| Classificació de l'etapa \| Classificació de l'etapa \| Classificació de l'etapa \| \| Corredor \| Corredor \| Equip \| Temps \| \| \| ------------------------ \| -------------------------- \| ------------------------ \| ------------------------ \| ------------------------ \| \| 1r \| Magnus Cort Nielsen \| EF Education-EasyPost \| 5h 07' 05" \| \| \| 2n \| Ilan Van Wilder \| Soudal Quick-Step \| + 0" \| \| \| 3r \| Rui Alberto Faria da Costa \| Intermarché-Circus-Wanty \| + 0" \| \| \| 4t \| Valentin Madouas \| Groupama-FDJ \| + 0" \| \| \| 5è \| Jai Hindley \| Bora-Hansgrohe \| + 0" \| \| \| 6è \| Rune Herregodts \| Intermarché-Circus-Wanty \| + 2" \| \| \| 7è \| Nicola Conci \| Alpecin-Deceuninck \| + 2" \| \| \| 8è \| Thomas Pidcock \| Ineos Grenadiers \| + 2" \| \| \| 9è \| Kevin Vermaerke \| Team DSM \| + 2" \| \| \| 10è \| Bauke Mollema \| Trek-Segafredo \| + 2" \| \| |                            |                          |            |
| |                            |                          |            |
| Font: ProCyclingStats |                            |                          |            |
| Classificació de l'etapa |                            |                          |            |
| Corredor | Corredor                   | Equip                    | Temps      |
| 1r | Magnus Cort Nielsen        | EF Education-EasyPost    | 5h 07' 05" |
| 2n | Ilan Van Wilder            | Soudal Quick-Step        | + 0"       |
| 3r | Rui Alberto Faria da Costa | Intermarché-Circus-Wanty | + 0"       |
| 4t | Valentin Madouas           | Groupama-FDJ             | + 0"       |
| 5è | Jai Hindley                | Bora-Hansgrohe           | + 0"       |
| 6è | Rune Herregodts            | Intermarché-Circus-Wanty | + 2"       |
| 7è | Nicola Conci               | Alpecin-Deceuninck       | + 2"       |
| 8è | Thomas Pidcock             | Ineos Grenadiers         | + 2"       |
| 9è | Kevin Vermaerke            | Team DSM                 | + 2"       |
| 10è | Bauke Mollema              | Trek-Segafredo           | + 2"       |

| \| Classificació general \| Classificació general \| Classificació general \| Classificació general \| Classificació general \| \| Corredor \| Corredor \| Equip \| Temps \| \| \| --------------------- \| -------------------------- \| ------------------------ \| --------------------- \| --------------------- \| \| 1r \| Magnus Cort Nielsen \| EF Education-EasyPost \| 9h 56' 20" \| \| \| 2n \| Ilan Van Wilder \| Soudal Quick-Step \| + 4" \| \| \| 3r \| Rui Alberto Faria da Costa \| Intermarché-Circus-Wanty \| + 6" \| \| \| 4t \| Jai Hindley \| Bora-Hansgrohe \| + 10" \| \| \| 5è \| Valentin Madouas \| Groupama-FDJ \| + 10" \| \| \| 6è \| Tobias Foss \| Jumbo-Visma \| + 12" \| \| \| 7è \| Bauke Mollema \| Trek-Segafredo \| + 12" \| \| \| 8è \| Nicola Conci \| Alpecin-Deceuninck \| + 12" \| \| \| 9è \| João Almeida \| UAE Team Emirates \| + 12" \| \| \| 10è \| Sergio Higuita García \| Bora-Hansgrohe \| + 12" \| \| |                            |                          |            |
| |                            |                          |            |
| Font: ProCyclingStats |                            |                          |            |
| Classificació general |                            |                          |            |
| Corredor | Corredor                   | Equip                    | Temps      |
| 1r | Magnus Cort Nielsen        | EF Education-EasyPost    | 9h 56' 20" |
| 2n | Ilan Van Wilder            | Soudal Quick-Step        | + 4"       |
| 3r | Rui Alberto Faria da Costa | Intermarché-Circus-Wanty | + 6"       |
| 4t | Jai Hindley                | Bora-Hansgrohe           | + 10"      |
| 5è | Valentin Madouas           | Groupama-FDJ             | + 10"      |
| 6è | Tobias Foss                | Jumbo-Visma              | + 12"      |
| 7è | Bauke Mollema              | Trek-Segafredo           | + 12"      |
| 8è | Nicola Conci               | Alpecin-Deceuninck       | + 12"      |
| 9è | João Almeida               | UAE Team Emirates        | + 12"      |
| 10è | Sergio Higuita García      | Bora-Hansgrohe           | + 12"      |

### Etapa 3
| \| Classificació de l'etapa \| Classificació de l'etapa \| Classificació de l'etapa \| Classificació de l'etapa \| Classificació de l'etapa \| \| Corredor \| Corredor \| Equip \| Temps \| \| \| ------------------------ \| -------------------------- \| ------------------------ \| ------------------------ \| ------------------------ \| \| 1r \| Magnus Cort Nielsen \| EF Education-EasyPost \| 5h 05' 14" \| \| \| 2n \| Filippo Ganna \| Ineos Grenadiers \| + 0" \| \| \| 3r \| Jordi Meeus \| Bora-Hansgrohe \| + 0" \| \| \| 4t \| Paul Penhoët \| Groupama-FDJ \| + 0" \| \| \| 5è \| Valentin Madouas \| Groupama-FDJ \| + 0" \| \| \| 6è \| Rui Oliveira \| UAE Team Emirates \| + 0" \| \| \| 7è \| Rui Alberto Faria da Costa \| Intermarché-Circus-Wanty \| + 0" \| \| \| 8è \| Tobias Foss \| Jumbo-Visma \| + 0" \| \| \| 9è \| Edward Theuns \| Trek-Segafredo \| + 0" \| \| \| 10è \| Lewis Askey \| Groupama-FDJ \| + 0" \| \| |                            |                          |            |
| |                            |                          |            |
| Font: ProCyclingStats |                            |                          |            |
| Classificació de l'etapa |                            |                          |            |
| Corredor | Corredor                   | Equip                    | Temps      |
| 1r | Magnus Cort Nielsen        | EF Education-EasyPost    | 5h 05' 14" |
| 2n | Filippo Ganna              | Ineos Grenadiers         | + 0"       |
| 3r | Jordi Meeus                | Bora-Hansgrohe           | + 0"       |
| 4t | Paul Penhoët               | Groupama-FDJ             | + 0"       |
| 5è | Valentin Madouas           | Groupama-FDJ             | + 0"       |
| 6è | Rui Oliveira               | UAE Team Emirates        | + 0"       |
| 7è | Rui Alberto Faria da Costa | Intermarché-Circus-Wanty | + 0"       |
| 8è | Tobias Foss                | Jumbo-Visma              | + 0"       |
| 9è | Edward Theuns              | Trek-Segafredo           | + 0"       |
| 10è | Lewis Askey                | Groupama-FDJ             | + 0"       |

| \| Classificació general \| Classificació general \| Classificació general \| Classificació general \| Classificació general \| \| Corredor \| Corredor \| Equip \| Temps \| \| \| --------------------- \| -------------------------- \| ------------------------ \| --------------------- \| --------------------- \| \| 1r \| Magnus Cort Nielsen \| EF Education-EasyPost \| 15h 01' 18" \| \| \| 2n \| Rui Alberto Faria da Costa \| Intermarché-Circus-Wanty \| + 18" \| \| \| 3r \| Ilan Van Wilder \| Soudal Quick-Step \| + 20" \| \| \| 4t \| Valentin Madouas \| Groupama-FDJ \| + 26" \| \| \| 5è \| Jai Hindley \| Bora-Hansgrohe \| + 26" \| \| \| 6è \| Thomas Pidcock \| Ineos Grenadiers \| + 26" \| \| \| 7è \| Filippo Ganna \| Ineos Grenadiers \| + 27" \| \| \| 8è \| Tobias Foss \| Jumbo-Visma \| + 28" \| \| \| 9è \| Bauke Mollema \| Trek-Segafredo \| + 28" \| \| \| 10è \| João Almeida \| UAE Team Emirates \| + 28" \| \| |                            |                          |             |
| |                            |                          |             |
| Font: ProCyclingStats |                            |                          |             |
| Classificació general |                            |                          |             |
| Corredor | Corredor                   | Equip                    | Temps       |
| 1r | Magnus Cort Nielsen        | EF Education-EasyPost    | 15h 01' 18" |
| 2n | Rui Alberto Faria da Costa | Intermarché-Circus-Wanty | + 18"       |
| 3r | Ilan Van Wilder            | Soudal Quick-Step        | + 20"       |
| 4t | Valentin Madouas           | Groupama-FDJ             | + 26"       |
| 5è | Jai Hindley                | Bora-Hansgrohe           | + 26"       |
| 6è | Thomas Pidcock             | Ineos Grenadiers         | + 26"       |
| 7è | Filippo Ganna              | Ineos Grenadiers         | + 27"       |
| 8è | Tobias Foss                | Jumbo-Visma              | + 28"       |
| 9è | Bauke Mollema              | Trek-Segafredo           | + 28"       |
| 10è | João Almeida               | UAE Team Emirates        | + 28"       |

### Etapa 4
| \| Classificació de l'etapa \| Classificació de l'etapa \| Classificació de l'etapa \| Classificació de l'etapa \| Classificació de l'etapa \| \| Corredor \| Corredor \| Equip \| Temps \| \| \| ------------------------ \| ------------------------ \| ------------------------ \| ------------------------ \| ------------------------ \| \| 1r \| Thomas Pidcock \| Ineos Grenadiers \| 4h 28' 39" \| \| \| 2n \| João Almeida \| UAE Team Emirates \| + 1" \| \| \| 3r \| Ilan Van Wilder \| Soudal Quick-Step \| + 5" \| \| \| 4t \| Sergio Higuita García \| Bora-Hansgrohe \| + 5" \| \| \| 5è \| Jai Hindley \| Bora-Hansgrohe \| + 11" \| \| \| 6è \| Daniel Martínez Poveda \| Ineos Grenadiers \| + 11" \| \| \| 7è \| Oscar Onley \| Team DSM \| + 14" \| \| \| 8è \| Bauke Mollema \| Trek-Segafredo \| + 20" \| \| \| 9è \| Tobias Foss \| Jumbo-Visma \| + 20" \| \| \| 10è \| Filippo Ganna \| Ineos Grenadiers \| + 20" \| \| |                        |                   |            |
| |                        |                   |            |
| Font: ProCyclingStats |                        |                   |            |
| Classificació de l'etapa |                        |                   |            |
| Corredor | Corredor               | Equip             | Temps      |
| 1r | Thomas Pidcock         | Ineos Grenadiers  | 4h 28' 39" |
| 2n | João Almeida           | UAE Team Emirates | + 1"       |
| 3r | Ilan Van Wilder        | Soudal Quick-Step | + 5"       |
| 4t | Sergio Higuita García  | Bora-Hansgrohe    | + 5"       |
| 5è | Jai Hindley            | Bora-Hansgrohe    | + 11"      |
| 6è | Daniel Martínez Poveda | Ineos Grenadiers  | + 11"      |
| 7è | Oscar Onley            | Team DSM          | + 14"      |
| 8è | Bauke Mollema          | Trek-Segafredo    | + 20"      |
| 9è | Tobias Foss            | Jumbo-Visma       | + 20"      |
| 10è | Filippo Ganna          | Ineos Grenadiers  | + 20"      |

| \| Classificació general \| Classificació general \| Classificació general \| Classificació general \| Classificació general \| \| Corredor \| Corredor \| Equip \| Temps \| \| \| --------------------- \| -------------------------- \| ------------------------ \| --------------------- \| --------------------- \| \| 1r \| Thomas Pidcock \| Ineos Grenadiers \| 19h 30' 13" \| \| \| 2n \| Ilan Van Wilder \| Soudal Quick-Step \| + 5" \| \| \| 3r \| João Almeida \| UAE Team Emirates \| + 7" \| \| \| 4t \| Sergio Higuita García \| Bora-Hansgrohe \| + 17" \| \| \| 5è \| Jai Hindley \| Bora-Hansgrohe \| + 21" \| \| \| 6è \| Rui Alberto Faria da Costa \| Intermarché-Circus-Wanty \| + 22" \| \| \| 7è \| Daniel Martínez Poveda \| Ineos Grenadiers \| + 23" \| \| \| 8è \| Magnus Cort Nielsen \| EF Education-EasyPost \| + 27" \| \| \| 9è \| Filippo Ganna \| Ineos Grenadiers \| + 31" \| \| \| 10è \| Tobias Foss \| Jumbo-Visma \| + 32" \| \| |                            |                          |             |
| |                            |                          |             |
| Font: ProCyclingStats |                            |                          |             |
| Classificació general |                            |                          |             |
| Corredor | Corredor                   | Equip                    | Temps       |
| 1r | Thomas Pidcock             | Ineos Grenadiers         | 19h 30' 13" |
| 2n | Ilan Van Wilder            | Soudal Quick-Step        | + 5"        |
| 3r | João Almeida               | UAE Team Emirates        | + 7"        |
| 4t | Sergio Higuita García      | Bora-Hansgrohe           | + 17"       |
| 5è | Jai Hindley                | Bora-Hansgrohe           | + 21"       |
| 6è | Rui Alberto Faria da Costa | Intermarché-Circus-Wanty | + 22"       |
| 7è | Daniel Martínez Poveda     | Ineos Grenadiers         | + 23"       |
| 8è | Magnus Cort Nielsen        | EF Education-EasyPost    | + 27"       |
| 9è | Filippo Ganna              | Ineos Grenadiers         | + 31"       |
| 10è | Tobias Foss                | Jumbo-Visma              | + 32"       |

### Etapa 5
| \| Classificació de l'etapa \| Classificació de l'etapa \| Classificació de l'etapa \| Classificació de l'etapa \| Classificació de l'etapa \| \| Corredor \| Corredor \| Equip \| Temps \| \| \| ------------------------ \| ------------------------ \| ------------------------ \| ------------------------ \| ------------------------ \| \| 1r \| Stefan Küng \| Groupama-FDJ \| 29' 34" \| \| \| 2n \| Rémi Cavagna \| Soudal Quick-Step \| + 4" \| \| \| 3r \| Filippo Ganna \| Ineos Grenadiers \| + 10" \| \| \| 4t \| Daniel Martínez Poveda \| Ineos Grenadiers \| + 16" \| \| \| 5è \| Tobias Foss \| Jumbo-Visma \| + 29" \| \| \| 6è \| Thymen Arensman \| Ineos Grenadiers \| + 32" \| \| \| 7è \| Ilan Van Wilder \| Soudal Quick-Step \| + 49" \| \| \| 8è \| Bauke Mollema \| Trek-Segafredo \| + 56" \| \| \| 9è \| Nils Politt \| Bora-Hansgrohe \| + 1' 03" \| \| \| 10è \| Rune Herregodts \| Intermarché-Circus-Wanty \| + 1' 03" \| \| |                        |                          |          |
| |                        |                          |          |
| Font: ProCyclingStats |                        |                          |          |
| Classificació de l'etapa |                        |                          |          |
| Corredor | Corredor               | Equip                    | Temps    |
| 1r | Stefan Küng            | Groupama-FDJ             | 29' 34"  |
| 2n | Rémi Cavagna           | Soudal Quick-Step        | + 4"     |
| 3r | Filippo Ganna          | Ineos Grenadiers         | + 10"    |
| 4t | Daniel Martínez Poveda | Ineos Grenadiers         | + 16"    |
| 5è | Tobias Foss            | Jumbo-Visma              | + 29"    |
| 6è | Thymen Arensman        | Ineos Grenadiers         | + 32"    |
| 7è | Ilan Van Wilder        | Soudal Quick-Step        | + 49"    |
| 8è | Bauke Mollema          | Trek-Segafredo           | + 56"    |
| 9è | Nils Politt            | Bora-Hansgrohe           | + 1' 03" |
| 10è | Rune Herregodts        | Intermarché-Circus-Wanty | + 1' 03" |

## Classificació final
| \| Classificació general \| Classificació general \| Classificació general \| Classificació general \| Classificació general \| \| Corredor \| Corredor \| Equip \| Temps \| \| \| --------------------- \| -------------------------- \| ------------------------ \| --------------------- \| --------------------- \| \| 1r \| Daniel Martínez Poveda \| Ineos Grenadiers \| 20h 00' 26" \| \| \| 2n \| Filippo Ganna \| Ineos Grenadiers \| + 2" \| \| \| 3r \| Ilan Van Wilder \| Soudal Quick-Step \| + 15" \| \| \| 4t \| Tobias Foss \| Jumbo-Visma \| + 22" \| \| \| 5è \| Stefan Küng \| Groupama-FDJ \| + 26" \| \| \| 6è \| João Almeida \| UAE Team Emirates \| + 40" \| \| \| 7è \| Thomas Pidcock \| Ineos Grenadiers \| + 48" \| \| \| 8è \| Bauke Mollema \| Trek-Segafredo \| + 49" \| \| \| 9è \| Magnus Cort Nielsen \| EF Education-EasyPost \| + 55" \| \| \| 10è \| Rui Alberto Faria da Costa \| Intermarché-Circus-Wanty \| + 1' 06" \| \| |                            |                          |             |
| |                            |                          |             |
| Font: ProCyclingStats |                            |                          |             |
| Classificació general |                            |                          |             |
| Corredor | Corredor                   | Equip                    | Temps       |
| 1r | Daniel Martínez Poveda     | Ineos Grenadiers         | 20h 00' 26" |
| 2n | Filippo Ganna              | Ineos Grenadiers         | + 2"        |
| 3r | Ilan Van Wilder            | Soudal Quick-Step        | + 15"       |
| 4t | Tobias Foss                | Jumbo-Visma              | + 22"       |
| 5è | Stefan Küng                | Groupama-FDJ             | + 26"       |
| 6è | João Almeida               | UAE Team Emirates        | + 40"       |
| 7è | Thomas Pidcock             | Ineos Grenadiers         | + 48"       |
| 8è | Bauke Mollema              | Trek-Segafredo           | + 49"       |
| 9è | Magnus Cort Nielsen        | EF Education-EasyPost    | + 55"       |
| 10è | Rui Alberto Faria da Costa | Intermarché-Circus-Wanty | + 1' 06"    |

### Classificacions secundàries
| Classificació per punts | Classificació per punts    | Classificació per punts  | Classificació per punts | Classificació per punts |
| Corredor                | Corredor                   | Equip                    | Punts                   |                         |
| ----------------------- | -------------------------- | ------------------------ | ----------------------- | ----------------------- |
| 1r                      | Magnus Cort Nielsen        | EF Education-EasyPost    | 46 pts                  |                         |
| 2n                      | Jordi Meeus                | Bora-Hansgrohe           | 36 pts                  |                         |
| 3r                      | Alexander Kristoff         | Uno-X Pro Cycling Team   | 25 pts                  |                         |
| 4t                      | Ilan Van Wilder            | Soudal Quick-Step        | 22 pts                  |                         |
| 5è                      | Filippo Ganna              | Ineos Grenadiers         | 21 pts                  |                         |
| 6è                      | Paul Penhoët               | Groupama-FDJ             | 21 pts                  |                         |
| 7è                      | Rui Alberto Faria da Costa | Intermarché-Circus-Wanty | 20 pts                  |                         |
| 8è                      | Thomas Pidcock             | Ineos Grenadiers         | 14 pts                  |                         |
| 9è                      | Fabio Jakobsen             | Soudal Quick-Step        | 13 pts                  |                         |
| 10è                     | João Almeida               | UAE Team Emirates        | 12 pts                  |                         |

| Classificació per punts | Classificació per punts    | Classificació per punts  | Classificació per punts | Classificació per punts |
| Corredor                | Corredor                   | Equip                    | Punts                   |                         |
| ----------------------- | -------------------------- | ------------------------ | ----------------------- | ----------------------- |
| 1r                      | Magnus Cort Nielsen        | EF Education-EasyPost    | 46 pts                  |                         |
| 2n                      | Jordi Meeus                | Bora-Hansgrohe           | 36 pts                  |                         |
| 3r                      | Alexander Kristoff         | Uno-X Pro Cycling Team   | 25 pts                  |                         |
| 4t                      | Ilan Van Wilder            | Soudal Quick-Step        | 22 pts                  |                         |
| 5è                      | Filippo Ganna              | Ineos Grenadiers         | 21 pts                  |                         |
| 6è                      | Paul Penhoët               | Groupama-FDJ             | 21 pts                  |                         |
| 7è                      | Rui Alberto Faria da Costa | Intermarché-Circus-Wanty | 20 pts                  |                         |
| 8è                      | Thomas Pidcock             | Ineos Grenadiers         | 14 pts                  |                         |
| 9è                      | Fabio Jakobsen             | Soudal Quick-Step        | 13 pts                  |                         |
| 10è                     | João Almeida               | UAE Team Emirates        | 12 pts                  |                         |

| Classificació de la muntanya | Classificació de la muntanya | Classificació de la muntanya          | Classificació de la muntanya | Classificació de la muntanya |
| Corredor                     | Corredor                     | Equip                                 | Punts                        |                              |
| ---------------------------- | ---------------------------- | ------------------------------------- | ---------------------------- | ---------------------------- |
| 1r                           | Kasper Asgreen               | Soudal Quick-Step                     | 18 pts                       |                              |
| 2n                           | Ilan Van Wilder              | Soudal Quick-Step                     | 13 pts                       |                              |
| 3r                           | António Ferreira             | Kelly-Simoldes-UDO                    | 12 pts                       |                              |
| 4t                           | Rafael Lourenço              | AP Hotels & Resorts-Tavira-SC Farense | 11 pts                       |                              |
| 5è                           | Magnus Cort Nielsen          | EF Education-EasyPost                 | 10 pts                       |                              |
| 6è                           | Thomas Pidcock               | Ineos Grenadiers                      | 6 pts                        |                              |
| 7è                           | Kobe Goossens                | Intermarché-Circus-Wanty              | 6 pts                        |                              |
| 8è                           | Rui Alberto Faria da Costa   | Intermarché-Circus-Wanty              | 6 pts                        |                              |
| 9è                           | Mathias Vacek                | Trek-Segafredo                        | 6 pts                        |                              |
| 10è                          | João Almeida                 | UAE Team Emirates                     | 4 pts                        |                              |

| Classificació de la muntanya | Classificació de la muntanya | Classificació de la muntanya          | Classificació de la muntanya | Classificació de la muntanya |
| Corredor                     | Corredor                     | Equip                                 | Punts                        |                              |
| ---------------------------- | ---------------------------- | ------------------------------------- | ---------------------------- | ---------------------------- |
| 1r                           | Kasper Asgreen               | Soudal Quick-Step                     | 18 pts                       |                              |
| 2n                           | Ilan Van Wilder              | Soudal Quick-Step                     | 13 pts                       |                              |
| 3r                           | António Ferreira             | Kelly-Simoldes-UDO                    | 12 pts                       |                              |
| 4t                           | Rafael Lourenço              | AP Hotels & Resorts-Tavira-SC Farense | 11 pts                       |                              |
| 5è                           | Magnus Cort Nielsen          | EF Education-EasyPost                 | 10 pts                       |                              |
| 6è                           | Thomas Pidcock               | Ineos Grenadiers                      | 6 pts                        |                              |
| 7è                           | Kobe Goossens                | Intermarché-Circus-Wanty              | 6 pts                        |                              |
| 8è                           | Rui Alberto Faria da Costa   | Intermarché-Circus-Wanty              | 6 pts                        |                              |
| 9è                           | Mathias Vacek                | Trek-Segafredo                        | 6 pts                        |                              |
| 10è                          | João Almeida                 | UAE Team Emirates                     | 4 pts                        |                              |

| Classificació del millor jove | Classificació del millor jove  | Classificació del millor jove | Classificació del millor jove | Classificació del millor jove |
| Corredor                      | Corredor                       | Equip                         | Temps                         |                               |
| ----------------------------- | ------------------------------ | ----------------------------- | ----------------------------- | ----------------------------- |
| 1r                            | Oscar Onley                    | Team DSM                      | 20h 01' 50"                   |                               |
| 2n                            | Frederik Wandahl               | Bora-Hansgrohe                | + 1' 17"                      |                               |
| 3r                            | Finn Fisher-Black              | UAE Team Emirates             | + 1' 44"                      |                               |
| 4t                            | Mathias Vacek                  | Trek-Segafredo                | + 23' 50"                     |                               |
| 5è                            | Paul Penhoët                   | Groupama-FDJ                  | + 28' 54"                     |                               |
| 6è                            | Lewis Askey                    | Groupama-FDJ                  | + 32' 06"                     |                               |
| 7è                            | Pavel Bittner                  | Team DSM                      | + 35' 00"                     |                               |
| 8è                            | Madis Mihkels                  | Intermarché-Circus-Wanty      | + 36' 29"                     |                               |
| 9è                            | Roel Daan van Sintmaartensdijk | Circus-Re Uz-Technord         | + 40' 53"                     |                               |
| 10è                           | Pedro Silva                    | Glassdrive-Q8-Anicolor        | + 45' 22"                     |                               |

| Classificació del millor jove | Classificació del millor jove  | Classificació del millor jove | Classificació del millor jove | Classificació del millor jove |
| Corredor                      | Corredor                       | Equip                         | Temps                         |                               |
| ----------------------------- | ------------------------------ | ----------------------------- | ----------------------------- | ----------------------------- |
| 1r                            | Oscar Onley                    | Team DSM                      | 20h 01' 50"                   |                               |
| 2n                            | Frederik Wandahl               | Bora-Hansgrohe                | + 1' 17"                      |                               |
| 3r                            | Finn Fisher-Black              | UAE Team Emirates             | + 1' 44"                      |                               |
| 4t                            | Mathias Vacek                  | Trek-Segafredo                | + 23' 50"                     |                               |
| 5è                            | Paul Penhoët                   | Groupama-FDJ                  | + 28' 54"                     |                               |
| 6è                            | Lewis Askey                    | Groupama-FDJ                  | + 32' 06"                     |                               |
| 7è                            | Pavel Bittner                  | Team DSM                      | + 35' 00"                     |                               |
| 8è                            | Madis Mihkels                  | Intermarché-Circus-Wanty      | + 36' 29"                     |                               |
| 9è                            | Roel Daan van Sintmaartensdijk | Circus-Re Uz-Technord         | + 40' 53"                     |                               |
| 10è                           | Pedro Silva                    | Glassdrive-Q8-Anicolor        | + 45' 22"                     |                               |

| Classificació per equips | Classificació per equips | Classificació per equips | Classificació per equips |
| Equip                    | Equip                    | Temps                    |                          |
| ------------------------ | ------------------------ | ------------------------ | ------------------------ |
| 1r                       | Ineos Grenadiers         | 60h 01' 34"              |                          |
| 2n                       | Bora-Hansgrohe           | + 4' 31"                 |                          |
| 3r                       | Intermarché-Circus-Wanty | + 8' 54"                 |                          |
| 4t                       | EF Education-EasyPost    | + 9' 24"                 |                          |
| 5è                       | Trek-Segafredo           | + 12' 49"                |                          |
| 6è                       | Arkéa-Samsic             | + 12' 50"                |                          |
| 7è                       | Soudal Quick-Step        | + 17' 01"                |                          |
| 8è                       | Alpecin-Deceuninck       | + 18' 29"                |                          |
| 9è                       | Groupama-FDJ             | + 21' 40"                |                          |
| 10è                      | UAE Team Emirates        | + 25' 06"                |                          |

| Classificació per equips | Classificació per equips | Classificació per equips | Classificació per equips |
| Equip                    | Equip                    | Temps                    |                          |
| ------------------------ | ------------------------ | ------------------------ | ------------------------ |
| 1r                       | Ineos Grenadiers         | 60h 01' 34"              |                          |
| 2n                       | Bora-Hansgrohe           | + 4' 31"                 |                          |
| 3r                       | Intermarché-Circus-Wanty | + 8' 54"                 |                          |
| 4t                       | EF Education-EasyPost    | + 9' 24"                 |                          |
| 5è                       | Trek-Segafredo           | + 12' 49"                |                          |
| 6è                       | Arkéa-Samsic             | + 12' 50"                |                          |
| 7è                       | Soudal Quick-Step        | + 17' 01"                |                          |
| 8è                       | Alpecin-Deceuninck       | + 18' 29"                |                          |
| 9è                       | Groupama-FDJ             | + 21' 40"                |                          |
| 10è                      | UAE Team Emirates        | + 25' 06"                |                          |

## Evolució de les classificacions
| Etapa                  | Vencedor               | Classificació general | Classificació de la muntanya | Classificació per punts | Classificació dels joves | Classificació per equips |
| ---------------------- | ---------------------- | --------------------- | ---------------------------- | ----------------------- | ------------------------ | ------------------------ |
| 1                      | Alexander Kristoff     | Alexander Kristoff    | Alexander Kristoff           | António Ferreira        | Pavel Bittner            | Trek-Segafredo           |
| 2                      | Magnus Cort Nielsen    | Magnus Cort Nielsen   | Alexander Kristoff           | António Ferreira        | Frederik Wandahl         | EF Education-EasyPost    |
| 3                      | Magnus Cort Nielsen    | Magnus Cort Nielsen   | Magnus Cort Nielsen          | António Ferreira        | Frederik Wandahl         | EF Education-EasyPost    |
| 4                      | Tom Pidcock            | Tom Pidcock           | Magnus Cort Nielsen          | Kasper Asgreen          | Oscar Onley              | Ineos Grenadiers         |
| 5                      | Stefan Küng            | Daniel Martínez       | Magnus Cort Nielsen          | Kasper Asgreen          | Oscar Onley              | Ineos Grenadiers         |
| Classificacions finals | Classificacions finals | Daniel Martínez       | Magnus Cort Nielsen          | Kasper Asgreen          | Oscar Onley              | Ineos Grenadiers         |